# Catarroja CF
Catarroja CF is een Spaanse voetbalclub uit Catarroja in de regio Valencia. De club werd in 1924 opgericht en speelt in de Tercera División (grupo 6). Thuiswedstrijden worden gespeeld in het Estadio Mundial 82, dat een capaciteit van 5.000 plaatsen heeft.